# Aichi D3A
Die Aichi D3A (jap. 九九式艦上爆撃機, kyūkyū-shiki kanjō bakugekiki, dt. „Typ 99 trägergestützter Bomber“, alliierter Codename: Val) war ein von Flugzeugträgern aus eingesetztes Sturzkampfflugzeug des japanischen Herstellers Aichi.

## Geschichte

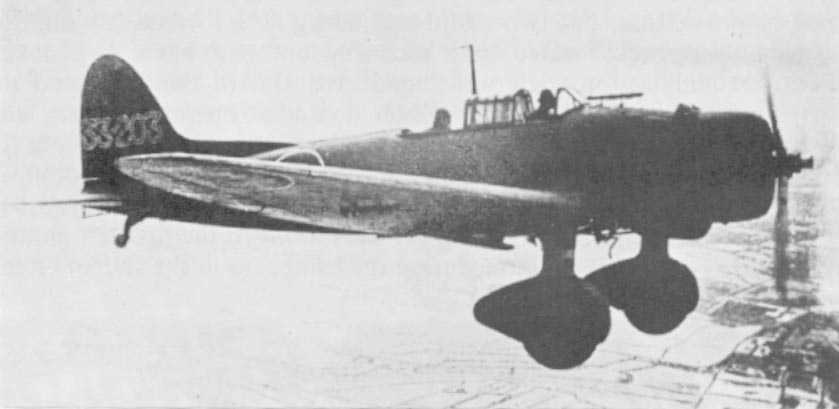
Sturzbomber Aichi D3A1

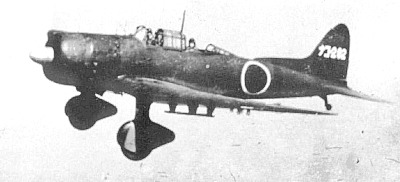
Sturzbomber Aichi D3A2

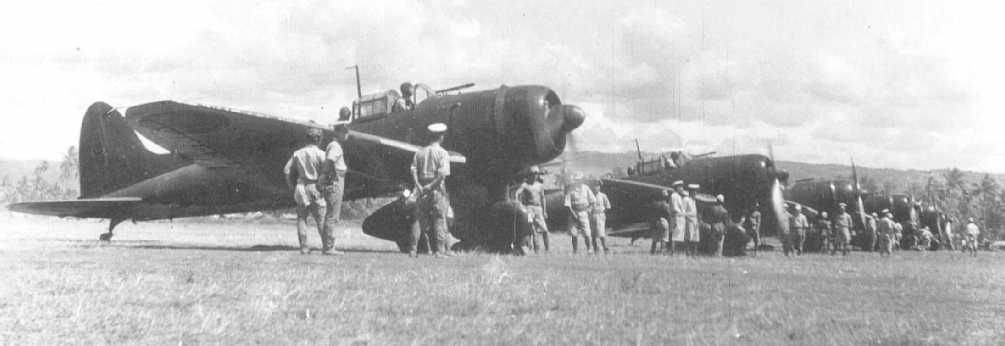
Sturzbomber Aichi D3A2 auf einer Landbasis

Die Entwicklung der Aichi D3A begann Anfang des Jahres 1936 auf der Grundlage von Studien der deutschen Heinkel-Muster He 66 und He 70. Es war als einmotoriger Tiefdecker mit starrem Fahrwerk ausgelegt und war Japans erstes Sturzkampfflugzeug in Ganzmetall-Bauweise sowie Eindecker-Ausführung. Die Aichi D3A erhielt daraufhin die Bezeichnung der Kaiserlich Japanischen Marine (vollständig wörtlich übersetzt) „99 Typ von Flugzeugträgern eingesetzter Bomber“. Der Erstflug fand noch im August 1936 statt. Diese erste Maschine wurde noch von einem Neunzylinder-Sternmotor vom Typ Nakajima-Hikari-1 mit einer Leistung von 710 PS (523 kW) angetrieben.
Im Januar 1938 begann die Produktion des Typs D3A1. Der Antrieb erfolgte in diesem Fall durch einen 1.075 PS (791 kW) leistenden 14-Zylinder-Doppelsternmotor Mitsubishi-Kinsei-44. Von dieser ersten Serie wurden bis 1942 insgesamt 470 Flugzeuge hergestellt. Dann entstand der Nachfolger D3A2, der eine verbesserte Aerodynamik und einen Mitsubishi-Kinsei-54-Motor mit 1300 PS (970 kW) aufwies und von dem bis zum Jahre 1944 1016 Stück gebaut wurden.
In der Hand eines erfahrenen Piloten war dieses Flugzeug außerordentlich leistungsfähig und wendig. Es konnte nach dem Abwurf seiner Bombenlast – bis in die mittlere Phase des Pazifikkrieges hinein – durchaus einen Luftkampf mit einem Jagdflugzeug aufnehmen und bestehen.
Das Muster war maßgeblich an den Angriffen auf Pearl Harbor am 7. Dezember 1941 beteiligt und wurde den ganzen Krieg hindurch eingesetzt.

## Nutzung
In der letzten Phase des Krieges wurde die Aichi D3A in ihrer angestammten Rolle durch modernere Maschinen ersetzt und in der Folge auch zu Kamikaze-Einsätzen verwendet.
Als modernerer Nachfolger wurde die im Dezember 1940 erstmals geflogene Yokosuka D4Y Suisei („Komet“ – Alliierter Codename: Judy) entwickelt, die ebenfalls bis Kriegsende zum Einsatz kam.

## Technische Daten

Aichi D3A

| Kenngröße             | Daten (Aichi D3A2) |
| --------------------- | --- |
| Besatzung             | ein Pilot und ein Navigator / Bordschütze |
| Länge                 | 10,25 m |
| Spannweite            | 14,37 m |
| Höhe                  | 3,33 m |
| Flügelfläche          | 34,90 m² |
| Flügelstreckung       | 5,9 |
| Steigleistung         | 8,30 m/s |
| Nutzlast              | 370 kg |
| Leermasse             | 2.620 kg |
| max. Startmasse       | 3.800 kg |
| Tragflächenbelastung  | 84,20 kg/m² |
| Marschgeschwindigkeit | k. A. |
| Höchstgeschwindigkeit | 426 km/h in 5.650 m Höhe |
| Dienstgipfelhöhe      | 10.900 m |
| Reichweite            | 1.550 km |
| max. Flugdauer        | k. A. |
| Triebwerke            | ein 14-Zylinder-Doppelsternmotor Mitsubishi Kinsei 54 mit 1.300 PS (956 kW)                                                                                              |
| Bewaffnung            | zwei 7,7-mm-MGs Typ 97 starr nach vorn ein bewegliches 7,7-mm-MG Typ 99 im Beobachterstand eine 250-kg-Bombe unter dem Rumpf und zwei 60-kg-Bomben unter den Tragflächen |

## Galerie

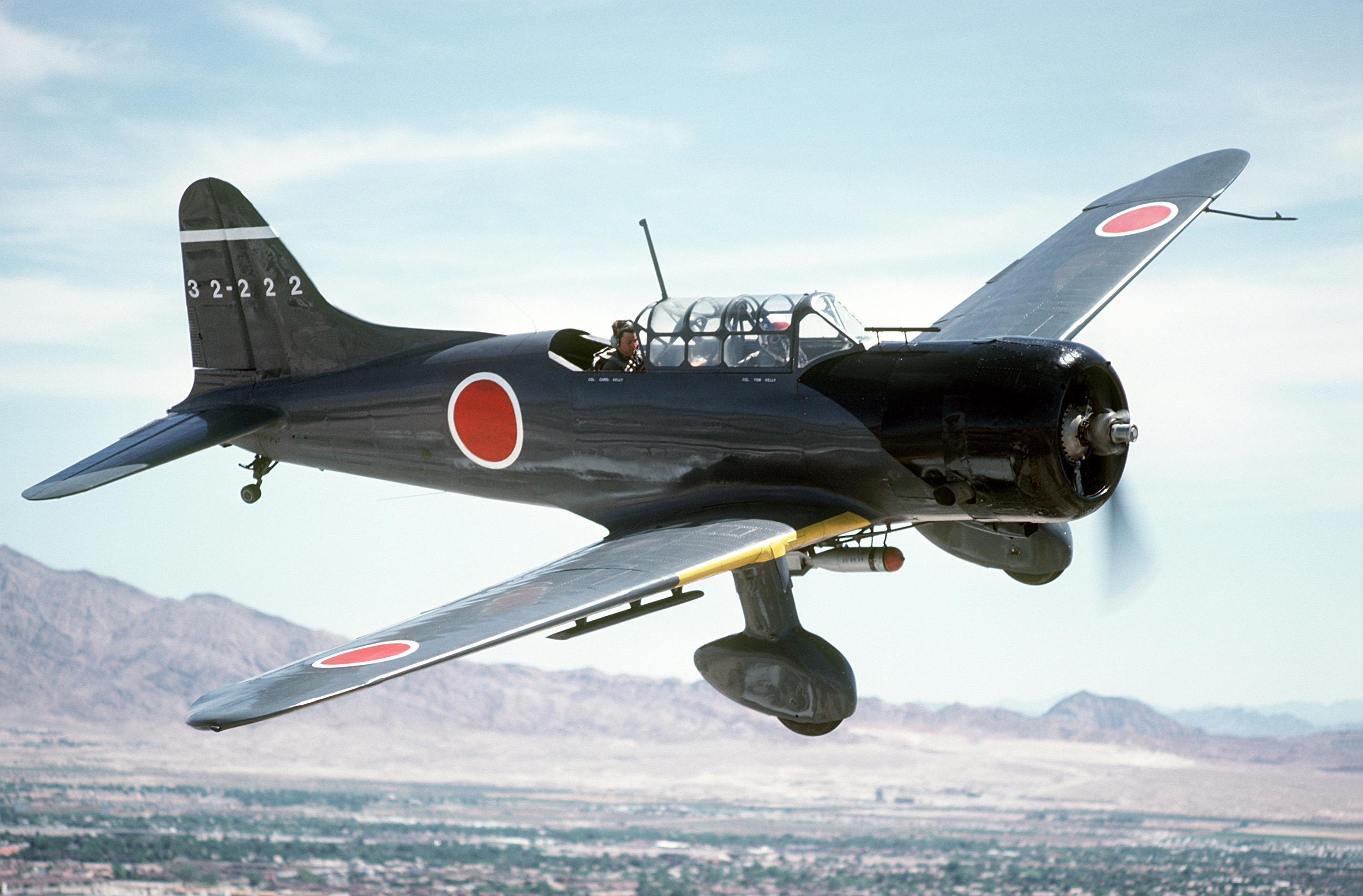
Replik einer Aichi D3A auf Basis einer North American T-6 Texan von 1986
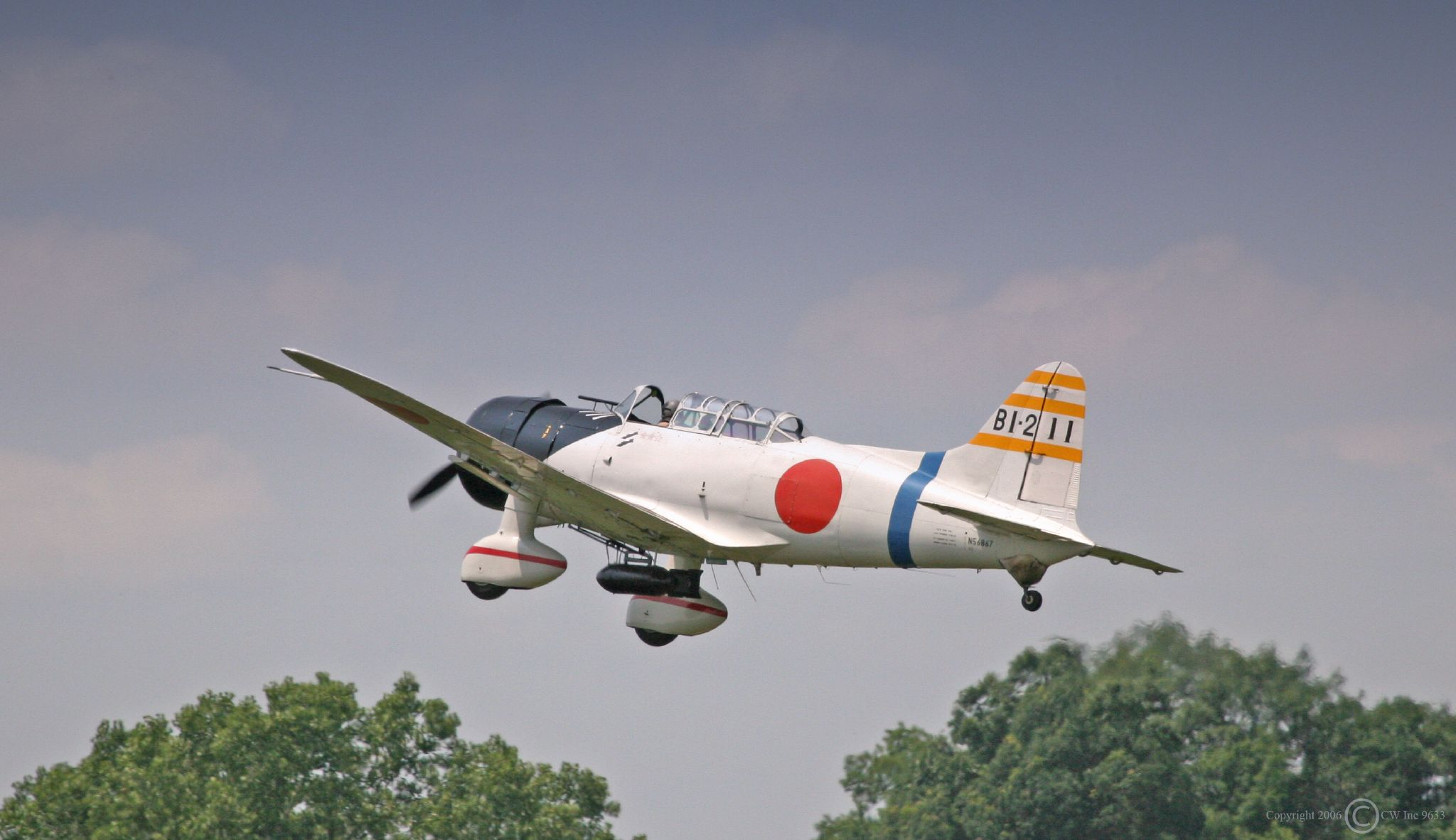
Replik einer Aichi D3A auf Basis einer Vultee BT-13 Valiant (N56867) von 1968